# Nikolaj Karamzin
Nikolaj Mihajlovič Karamzin (rus. Никола́й Миха́йлович Карамзи́н; Znamensko, Rusko Carstvo, 1. prosinca (12. prosinca) 1766. – Sankt Peterburg, 22. svibnja (3. lipnja) 1826.) – znameniti povjesničar, najveći ruski književnik epohe sentimentalizma, proglašen ruskim Laurenceom Sterneom.
Akademik i počasni član Carske akademije znanosti (danas Peterburške akademije znanosti) od 1818., tvorac Povijesti ruske države (rus. История государства Российского; tomovi 1 – 12, 1803. – 1826.) – jednog od prvih općih radova o povijesti Rusije. Urednik Moskovskog časopisa (1791. – 1792.) i Vjesnika Europe (1802. – 1803.).